# Ібай
Ібай (МФА: [ˈiːbaɪ]) — це найбільш залюднений острів атолу Кваджалейн у Маршаллових Островах, а також центр маршальської культури у ланцюгу Ралік. На площі 80 акрів (32 гектари) проживають близько 15 тисяч осіб. Більша частина населення має вік менше 18 років.

## Історія

### Походження назви
Коли християнські місіонери вперше прибули на Маршаллові острови, вони запровадили запис латинською абеткою для місцевої маршальської мови. Спочатку назва острова записувалася європейцями як Ebeje, що означало (за словами старійшин острова) «зробити щось з нічого». Водночас німецька колоніальна адміністрація не вимовляла у цій назві літеру «J», внаслідок чого поширилася назва Ebeye. Після Другої світової війни американці, які почали контролювати острів, продовжили вживати версію без «J»: [ˈiːbaɪ]. Оскільки більшість нинішніх мешканців не є корінним населенням острова, ця назва стала звичною.

### Друга світова війна

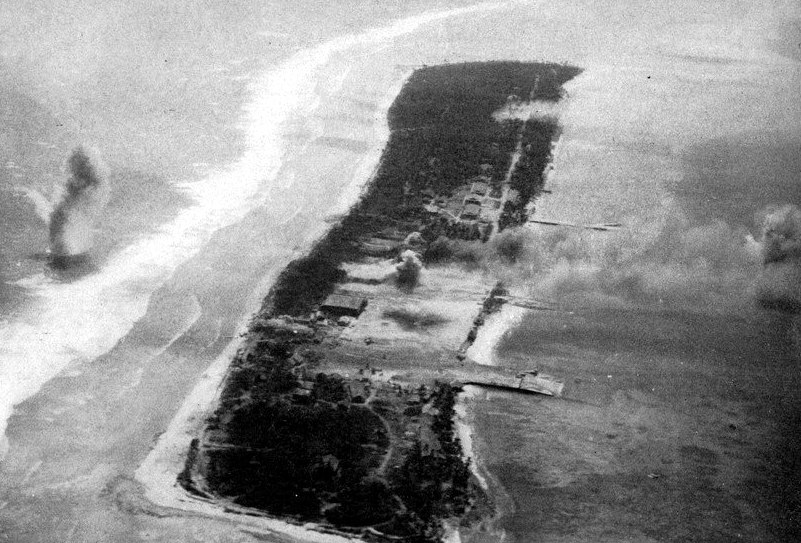
Бомбардування острову Ібай 30 січня 1944 року

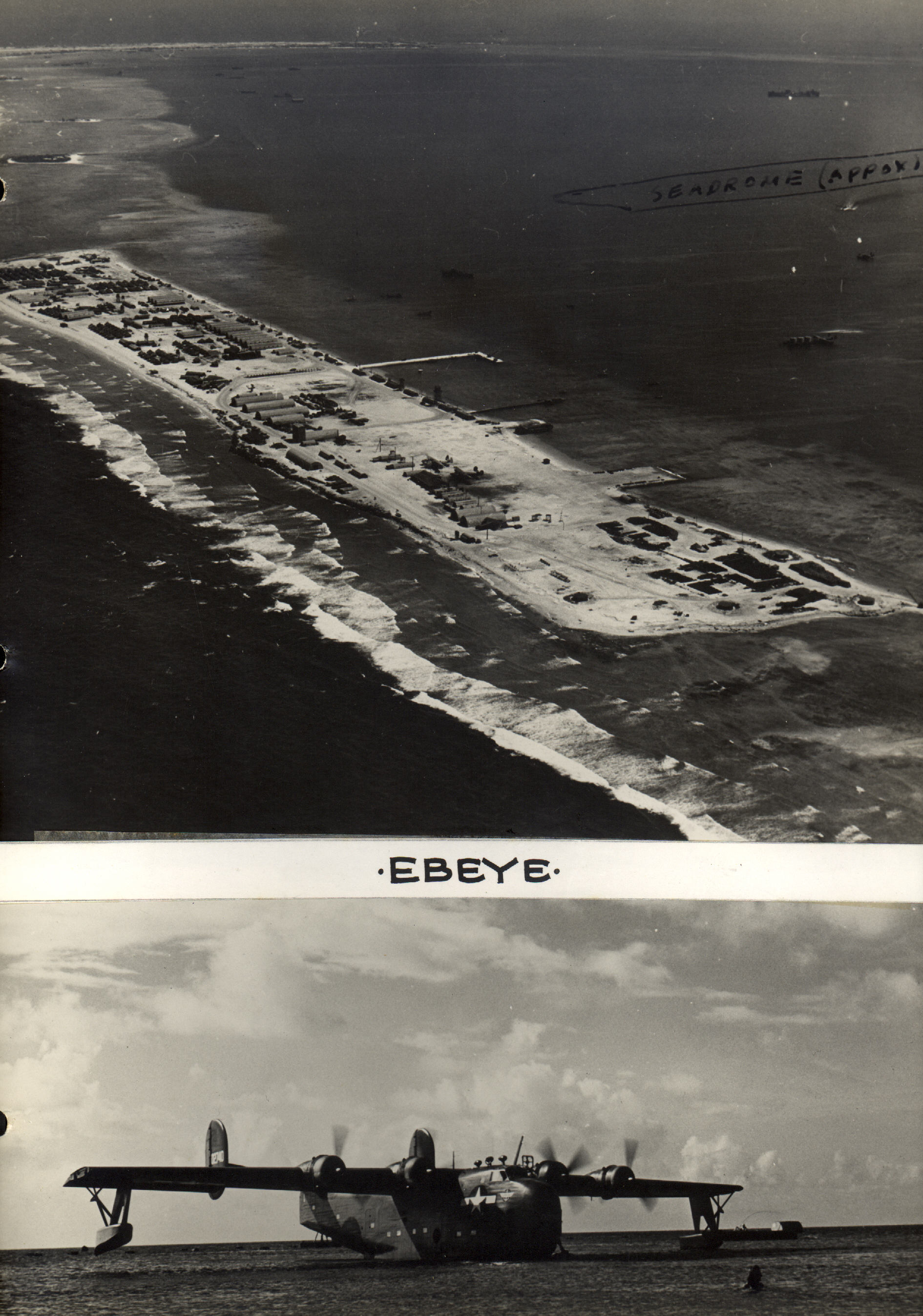
База гідропланів на острові Ібай у 1945 році

На початку 1940-х років на острові була збудована база для гідропланів японського Імперського флоту. Внаслідок битви за Кваджалейн з 31 січня до 3 лютого 1944 року Ібай був окупований американськими військами. 7 березня 107-й військово-морський будівельний батальйон США (107th Naval Construction Battalion) був відряджений для відновлення бази гідропланів. Була відремонтована існуюча пристань (487,7 м на 9,1 м), додана прибудова (15 м на 73 м), та відновлена збудована японцями H-подібна пристань (76 м). Також була зібрана понтонна верф та баржі для транспортування пошкоджених літаків. На березі були встановлені намети та куонсетські ангари, диспансер на 150 ліжок та паливна цистерна на 480 тисяч літрів.

### Переселення з навколишніх островів
До початку 1950-х років значна частина нинішніх жителів Ібая мешкала на невеликих острівцях навколо атолу Кваджалейн. Коли атол почали використовувати як базу підтримки для ядерних випробувань на атолах Бікіні та Еніветок, жителі були переселені американською владою до невеликої громади, збудованої на Ібаї, яка до цього була малозаселеною. У 1950 році військово-морські сили США спорудили на острові станцію радіонавігаційної системи LORAN. Вона була розібрана у 1977 році.
З початком тестування протиракетної системи Nike Zeus у 1960-х роках американські військові вирішили евакуювати понад 100 жителів центральної частини атола з метою безпеки. Це дозволяло створити зону, у яку могли бути скеровані ракети без боєголовок, запущені з континентальної частини США.

## Географія
Ібай є найбільш залюдненим островом атолу Кваджалейн у Маршаллових островах, а також центром маршальської культури у ланцюгу Ралік. Площа острова становить 32 га або 0,36 км². Він є 6-м у світі за густотою населення.

### Клімат
Для атола Кваджалейн характерний тропічний клімат вологих лісів відповідно до класифікації кліматів Кеппена. Середні місячні температури коливаються у межах 1,1 °C.
| Клімат Кваджалейн       | Клімат Кваджалейн | Клімат Кваджалейн | Клімат Кваджалейн | Клімат Кваджалейн | Клімат Кваджалейн | Клімат Кваджалейн | Клімат Кваджалейн | Клімат Кваджалейн | Клімат Кваджалейн | Клімат Кваджалейн | Клімат Кваджалейн | Клімат Кваджалейн | Клімат Кваджалейн |
| Показник                | Січ.              | Лют.              | Бер.              | Квіт.             | Трав.             | Черв.             | Лип.              | Серп.             | Вер.              | Жовт.             | Лист.             | Груд.             | Рік               |
| Абсолютний максимум, °C | 32,2              | 32,2              | 32,2              | 32,2              | 32,8              | 32,2              | 32,8              | 32,8              | 33,3              | 33,3              | 33,3              | 31,7              | 33,3              |
| Середній максимум, °C   | 29,9              | 30,3              | 30,6              | 30,4              | 30,4              | 30,4              | 30,4              | 30,6              | 30,6              | 30,6              | 30,4              | 30,1              | 30,4              |
| Середня температура, °C | 27,4              | 27,7              | 27,9              | 27,8              | 27,8              | 27,8              | 27,7              | 27,9              | 27,8              | 27,9              | 27,8              | 27,6              | 27,8              |
| Середній мінімум, °C    | 25,0              | 25,1              | 25,2              | 25,2              | 25,2              | 25,1              | 25,1              | 25,1              | 25,1              | 25,2              | 25,2              | 25,2              | 25,1              |
| Абсолютний мінімум, °C  | 20,0              | 21,7              | 21,1              | 21,7              | 21,7              | 21,7              | 21,7              | 21,7              | 20,0              | 21,7              | 21,1              | 20,6              | 20,0              |
| Норма опадів, мм        | 115.8             | 82.0              | 104.1             | 191.8             | 253.5             | 244.3             | 265.2             | 256.8             | 300.5             | 302.5             | 270.8             | 205.7             | 2593.0            |
| Днів з опадами          | 10,2              | 8,4               | 10,6              | 12,7              | 17,7              | 18,7              | 19,5              | 20,0              | 19,8              | 19,9              | 18,3              | 15,0              | 190,8             |
| Вологість повітря, %    | 76.7              | 76.1              | 77.1              | 79.7              | 82.5              | 82.0              | 81.8              | 80.9              | 80.9              | 80.8              | 80.2              | 78.8              | 79.8              |
| ----------------------- | ----------------- | ----------------- | ----------------- | ----------------- | ----------------- | ----------------- | ----------------- | ----------------- | ----------------- | ----------------- | ----------------- | ----------------- | ----------------- |

## Населення
Населення Ібаю становить понад 15 тисяч осіб. У 2008 році воно сягало 12 тисяч, а у 1968 — 3 тисячі осіб.

### Притулок від радіоактивних опадів
Деякі з жителів острова є біженцями або нащадками біженців, які зіткнулися з наслідками термоядерних випробувань Касл Браво на атолі Бікіні 1 березня 1954 року. Цей вибух викликав неочікувані наслідки у вигляді опадів радіоактивного снігу поблизу атолу Ронгелап, на якому не була проведена евакуація. у 1954 році американська влада все ж провела евакуацію населення Ронгелапу, а у 1957 році населення було повернуто разом з запровадженням нагляду за станом здоров'я. У 1985 році Грінпіс евакуював мешканців Ронгелапу до острова Меджато (Mejato) в атолі Кваджалейн, багато з них потім опинилися на острові Ібай.

### Охорона здоров'я
Дитяча смертність на Ібаї становила 3.0 % станом на  2006 рік. На острові траплялися періодичні спалахи холери, гарячки Денге та туберкульозу. У 1963 році спостерігався спалах поліомієліту, а у 1978-му — кору. У 2009 році місцевий центр охорони здоров'я отримав грант на спостереження за грипом H1N1.

## Економіка
Економіка Маршаллових островів значною мірою залежить від допомоги та орендних платежів від США за військове використання атола Кваджалейн. Сполучені Штати надають допомогу в обсязі 1,5 мільярда доларів у рамках Договору про вільну асоціацію (Compact of Free Association) протягом 20 років, термін якої спливає у 2023 році. Незначна частина економіки острова пов'язана з риболовлею та ремеслами.